# Lilla Skällingen
Lilla Skällingen är en sjö i Hedemora kommun och Hofors kommun i Dalarna och ingår i Dalälvens huvudavrinningsområde. Sjön har en area på 0,288 kvadratkilometer och ligger 131,1 meter över havet.

## Delavrinningsområde
Lilla Skällingen ingår i det delavrinningsområde (670791-152595) som SMHI kallar för Inloppet i Stora Skällingen. Medelhöjden är 175 meter över havet och ytan är 23,01 kvadratkilometer. Det finns inga avrinningsområden uppströms utan avrinningsområdet är högsta punkten. Vattendraget som avvattnar avrinningsområdet har biflödesordning 3, vilket innebär att vattnet flödar genom totalt 3 vattendrag innan det når havet efter 193 kilometer. Avrinningsområdet består mestadels av skog (84 procent). Avrinningsområdet har 1,1 kvadratkilometer vattenytor vilket ger det en sjöprocent på 4,8 procent.